# سيسيلي أوتوب لودفيغ
سيسيلي أوتوب لودفيغ (بالدنماركية: Cecilie Uttrup Ludwig)‏ مواليد 23 أغسطس 1995، هي متسابقة دراجات دانمركية.

## سباقات أو مراحل فاز بها
| التاريخ        | السباق                                                          | المركز                                                                 |
| -------------- | --------------------------------------------------------------- | ---------------------------------------------------------------------- |
| 01 يناير 2012  | سباق الزمن على الطريق للشابات في بطولة العالم 2012              |                                                                        |
| 28 يونيو 2014  | سباق الطريق للسيدات في بطولة الدنمارك 2014                      | العاشر في التصنيف العام                                                |
| 17 أغسطس 2014  | طواف النرويج للسيدات 2014                                       | السادس في تصنيف أفضل شاب                                               |
| 16 أغسطس 2015  | طواف النرويج للسيدات 2015                                       | السابع في تصنيف أفضل شاب                                               |
| 29 مايو 2016   | Gooik–Geraardsbergen–Gooik 2016                                 | التاسع في التصنيف العام                                                |
| 12 يونيو 2016  | Auensteiner-Radsporttage 2016                                   | التاسع في التصنيف العام                                                |
| 23 يونيو 2016  | سباق الدراجات ضد الساعة للسيدات في بطولة الدنمارك 2016          | الفائز في التصنيف العام                                                |
| 25 يونيو 2016  | سباق الطريق للسيدات في بطولة الدنمارك 2016                      | العاشر في التصنيف العام                                                |
| 10 يوليو 2016  | Tour de Feminin - O cenu Českého Švýcarska 2016                 | الفائز في التصنيف العام                                                |
| 17 يوليو 2016  | 2016 BeNe Ladies Tour                                           | السابع في التصنيف العام                                                |
| 14 أغسطس 2016  | طواف النرويج للسيدات 2016                                       | الأول في تصنيف الجبال، الثامن في تصنيف أفضل شاب                        |
| 17 سبتمبر 2016 | سباق الطريق لأقل من 23 سنة للسيدات - بطولة أوروبا للدراجات 2016 |                                                                        |
| 01 يناير 2017  | طواف العالم للدراجات للسيدات 2017                               |                                                                        |
| 11 مارس 2017   | سيتمانا فالنسيا 2017                                            | الفائز في التصنيف العام                                                |
| 02 أبريل 2017  | طواف فلاندرز للسيدات 2017                                       | الأول في تصنيف أفضل شاب، التاسع في تصنيف النقاط                        |
| 22 يونيو 2017  | سباق الدراجات ضد الساعة للسيدات في بطولة الدنمارك 2017          | الفائز في التصنيف العام                                                |
| 09 يوليو 2017  | طواف إيطاليا للسيدات 2017                                       | الأول في تصنيف أفضل شاب                                                |
| 28 يونيو 2018  | سباق الدراجات ضد الساعة للسيدات في بطولة الدنمارك 2018          | الفائز في التصنيف العام                                                |
| 18 مايو 2019   | 2019 Tour de Berne (women's race)                               |                                                                        |
| 01 يونيو 2019  | Grand Prix du Morbihan Féminin 2019                             | الفائز في التصنيف العام                                                |
| 11 أغسطس 2019  | 2019 Women's Tour of Scotland                                   | الأول في تصنيف الجبال                                                  |
| 18 أغسطس 2020  | 2020 Giro dell'Emilia Donne                                     | الفائز في التصنيف العام                                                |
| 19 سبتمبر 2020 | طواف إيطاليا للسيدات 2020                                       | الأول في تصنيف الجبال، الرابع في التصنيف العام، الخامس في تصنيف النقاط |
| 26 يونيو 2022  | سباق الطريق للسيدات في بطولة الدنمارك 2022                      | الفائز في التصنيف العام                                                |
| 14 أغسطس 2022  | باتل أوف ذا نورث 2022                                           | الفائز في التصنيف العام                                                |
| 27 أغسطس 2023  | باتل أوف ذا نورث 2023                                           | الأول في تصنيف النقاط، الثاني في التصنيف العام، الثاني في تصنيف الجبال |
| 30 سبتمبر 2023 | 2023 Giro dell'Emilia Donne                                     | الفائز في التصنيف العام                                                |
| 03 أكتوبر 2023 | 2023 Tre Valli Varesine Women's Race                            |                                                                        |

## روابط خارجية
- سيسيلي أوتوب لودفيغ على موقع الاتحاد الدولي للدراجات (الإنجليزية)
- سيسيلي أوتوب لودفيغ على موقع أرشيف الدراجات (الإنجليزية)
- سيسيلي أوتوب لودفيغ على موقع إحصائيات الدراجات الإحترافية (الإنجليزية)
- سيسيلي أوتوب لودفيغ على موقع نسبة الدراجات (الإنجليزية)
- سيسيلي أوتوب لودفيغ على موقع CycleBase (الإنجليزية)
- سيسيلي أوتوب لودفيغ على موقع اللجنة الأولمبية الدولية (الإنجليزية)
- سيسيلي أوتوب لودفيغ على موقع أوليمبيديا (الإنجليزية)